# Sietesz
Sietesz is een plaats in het Poolse district  Przeworski, woiwodschap Subkarpaten. De plaats maakt deel uit van de gemeente Kańczuga en telt 1800 inwoners.